# Park Ha-na
Park Ha-na, née le 25 juillet 1985, est une actrice sud-coréenne. Elle débute en 2003 en tant que membre du groupe d'idols FUNNY,.

## Filmographie sélective

### Télévision
- 2013 : Jang Young-ja dans Two Weeks
- 2017 : Hong Do-hwa dans Girls' Generation 1979[3]
- 2017 : Song Mi-ran dans Mystic Pop-up Bar
- 2022 : Min Ji-soo dans The Sound of Magic